# Scyphopodium ingolfi
Scyphopodium ingolfi är en korallart som beskrevs av Madsen 1944. Scyphopodium ingolfi ingår i släktet Scyphopodium och familjen Clavulariidae. Inga underarter finns listade i Catalogue of Life.